# لکسینگتون (ویرجینیا)
لکسینگتون (به انگلیسی: Lexington) شهری است در ایالت ویرجینیا از کشور ایالات متحده آمریکا. در سرشماری سال ۲۰۱۰ جمعیت این شهر ۷۰۴۲ نفر بوده‌است.